# Mickaël Madar
Mickaël Madar (Párizs, 1968. május 6. –) francia válogatott labdarúgó.
A francia válogatott tagjaként részt vett az 1996-os Európa-bajnokságon.

## Sikerei, díjai
Sochaux
- Francia bajnok (másodosztály) (1): 1987–88
- Francia kupadöntős (1): 1987–88

Paris Saint-Germain
- Francia kupadöntős (1): 1999–2000